# Freeter
Freeter (フリーター Furiitaa?) es un neologismo acuñado hacia 1987-1988, y compuesto por la palabra inglesa free ("libre") o freelance y la alemana Arbeiter ("trabajador").
Este término describe la situación de un cierto grupo de jóvenes (entre los 15 y los 34 años) de la sociedad japonesa que, tras terminar sus estudios, trabajan en empleos a medio tiempo (arubaito), precarios y breves, a menudo viviendo de sus padres o con ellos. El motivo puede ser la aversión a incorporarse al competitivo mundo laboral japonés, a engrosar las largas filas de salaryman, o simplemente la falta de empleo seguro, fenómeno creciente en Japón.
La inestabilidad laboral y económica de estos dificulta la formación de núcleos familiares estables, siendo uno de los varios motivos de la baja natalidad japonesa. 
Los freeter deben distinguirse de los llamados "hikikomori", que permanecen en la familia como desempleados, con la idea de mantener su libertad el mayor tiempo posible.